# Kárpáti Rebeka
Kárpáti Rebeka (Budapest, 1994. október 9. –) magyar műsorvezető, szépségkirálynő, színésznő. Édesapja R. Kárpáti Péter színművész.

## Élete
2012-ben Soltvadkert szépének választották. A Vörösmarty Mihály Gimnázium dráma tagozatán érettségizett 2013-ban. Még ugyanabban az évben elnyerte a Miss Universe Hungary címet, aminek következtében közel egy hónapot töltött a Miss Universe Világversenyen, Moszkvában. Rövid ideig Milánóban majd Moszkvában lakott, ahol modellként dolgozott. 2014-től a Jóban Rosszban sorozatban Révész Borit alakította. A Budapesti Metropolitan Egyetemen kommunikátori diplomát szerzett. 2018-ban  a TV2 A Nagy Duett és a Csak show és más semmi online backstage riportere. 2018-től a Fem 3 Café műsorvezetője.2020 őszén a Nemzeti Sport szombati melléklete, a Képes Sport új rovata, a Bajnokok reggelije háziasszonya lett. 2020. november 23-ától az Újratervezés című műsort vezeti Stohl Andrással a TV2-n. 2021-ben az RTL Klub, Nyerő Páros műsorában szerepelt párjával Frohner Ferenccel.
2024-től a Színház- és Filmművészeti Egyetem drámainstruktor szakos hallgatója.

## Tévéműsorok
- Ázsia Expressz - szereplő (2017)
- A Nagy Duett - online riporter (2018)
- Csak show és más semmi! - online riporter (2018)
- Fem 3 Café - műsorvezető (2019)
- Újratervezés - műsorvezető (2020)
- Brandépítők - műsorvezető (2020)
- Életmódi - műsorvezető (2020)
- Nyerő Páros - szereplő (2021)
- Édes egészség Kárpáti Rebekával (2021)
- Zsákbamacska - műsorvezető (2024)
- Megasztár - online riporter (2024)
- Megamánia - műsorvezető (2024)
- Password – A jelszó - szereplő (2025)
- QueensTalk Podcast - műsorvezető (2025)

## Filmek, Sorozatok
- A harag napja (2006) – Maria
- Jóban Rosszban (2014–2019, 2021) – Révész Bori
- Korhatáros szerelem (2018) – Flóra

## Színházi szerepei
- Aranylakodalom (2023) - Glória, Játékszín
- Legénybúcsú (2024) - Candy, Játészín